# Tatort: Passion
Passion ist ein Fernsehfilm, der ursprünglich als Ableger der Krimireihe Tatort produziert und ein halbes Jahr später in Deutschland wieder in diese Fernsehreihe integriert wurde.

## Handlung
Der Wiener Chefinspektor Moritz Eisner macht Urlaub in Mieming, Tirol. Abends fallen ihm in der Bar seines Hotels die Darsteller des lokalen Passionsspiels auf, zu denen auch der Besitzer und Bürgermeister Alois Egger und seine Söhne Hubert und Christian gehören. Am nächsten Morgen findet Eisner beim Wandern auf der Bühne des Spiels den Jesus-Darsteller Hubert tot am Kreuz. Den Fall bekommt die noch unerfahrene Chefinspektorin Roxane Aschenwald, die selbst aus diesem Dorf stammt, aber in Unfrieden geschieden ist.
Die Geliebte des Toten, die Darstellerin der Maria Magdalena, findet durch Zufall einen wichtigen Beweis, wird aber deshalb auch ermordet. Eisner und Aschenwald stellen im Lauf der Ermittlungen fest, dass mehrere Dorfbewohner, deren Höfe auf den Hängen des angrenzenden Berges liegen, entweder auf mysteriöse Weise zu Tode gekommen sind oder auswandern wollen. Die entscheidenden Männer des Dorfes, Bürgermeister Egger, der Arzt und der Sägewerksbesitzer, wollen diesen Teil des Dorfes leer bekommen. Sie schrecken dabei vor nichts zurück, auch nicht vor der Anstiftung zum Mord am eigenen Sohn, der alles an die Öffentlichkeit bringen wollte. Eggers Sohn und der Sohn des Sägewerkbesitzers gestehen zwar die Morde, aber Eisner und Aschenwald ermitteln weiter, dass eine amerikanische Bergwerksgesellschaft für den Abbau von Wolfram den ganzen Berg kaufen will und dafür einige Millionen Dollar in Aussicht gestellt hat. Nachdem die Pläne somit zerstört wurden, sprengt sich Egger mitsamt dem Bergwerk in die Luft. Roxane Aschenwald kann sich mit ihrem Vater versöhnen.

## Hintergrund
Der Film Passion „…ist ein packend inszenierter Heimat-Krimi“ (tatort-fundus.de), der mit Harald Krassnitzer, Sophie Rois, Dietmar Schönherr, Simon Schwarz, Nina Proll, Rudolf Wessely und Reinhard Simonischek bis in Nebenrollen hinein – Michael Rast, Monika Schletterer-Falbesoner – hochkarätig besetzt ist. Der Film war ursprünglich als engagierter Heimatfilm mit der Anleihe von Moritz Eisner aus dem ORF-Tatort geplant, der sich in Tirol im Urlaub befindet und dort in einen Mordfall schliddert; daher ist auch das übrige Wiener Tatort-Team nicht dabei. Dementsprechend wurde der Film auch nicht mit dem üblichen Tatort-Vorspann gezeigt. Wegen des Erfolgs in Österreich kaufte die Bavaria Film die Rechte an diesem Film und bot ihn der ARD-Filmtochter Degeto an, die den Film in Deutschland am 30. Juli 2000 als Tatort sendete.
Das Hotel, in dem Eisner während seines Aufenthalts in Mieming wohnt, heißt im Film Hotel Römisch-Deutscher Kaiser. Das Hotel heißt heute Hotel Kaysers Tirolresort und befindet sich im Rollerweg 334 im Ortsteil Barwies in Mieming.

## Rezeption

### Einschaltquoten
Die deutsche Erstausstrahlung von Passion am 30. Juli 2000 wurde in Deutschland insgesamt von 6,71 Millionen Zuschauern gesehen und erreichte einen Marktanteil von 22,0 % für Das Erste.

### Kritik
Während die Erstaufführung in Österreich ohne große Proteste blieb, wandten sich die Kirchen in Deutschland gegen den Film. Die Kritik der Presse war dagegen gut bis euphorisch:

„Keine bessere Werbung gibt es für Unterhaltung aller Art als offiziell verkündete Kritik der katholischen Kirche. Insofern wird der Tatort ‚Passion‘ vom Nimbus zehren, dass ihm die Deutsche Bischofskonferenz bereits vorab das Prädikat ‚geschmacklos‘ verliehen hat. Grund: Unbekannte ermorden den Jesus-Darsteller im Passionsspiel eines Tiroler Bergdorfs, indem sie ihn ans Kreuz nageln. (…) Doch das Handlungsgerüst, das sich Drehbuchautor Felix Mitterer ausgedacht hat, taugt zu einem funktionierenden Krimi nicht so recht. Und zu sehr erinnern die wenigen Sätze, die schleppend aus den Mündern vieler guter Schauspieler (u. a. Dietmar Schönherr) kommen, an von gesundem Selbsthass geprägte österreichische Bühnendramen à la Thomas Bernhard.“

„Der Christliche Medienverbund KEP (Konferenz Evangelischer Publizisten) forderte die Absetzung des ‚Tatort‘-Krimis. Der Sprecher der Deutschen Bischofskonferenz, Rudolf Hammerschmidt, sprach von einer ‚Geschmacklosigkeit‘. ‚Religiöse Elemente und Motive setze ich eher ein als Spiegel, um etwas über die gesellschaftliche Realität in einer Dorfgemeinschaft zu erzählen‘, konterte Drehbuchautor Felix Mitterer. Der angesehene österreichische Schriftsteller ist Spezialist für moderne Heimatgeschichten, in denen er das Idyll einer harmonischen Dorfgesellschaft gern einmal mit genüsslichem Sarkasmus zerpflückt. Tatsache ist, dass die zuweilen deftige Bildsprache dieses Alpen-‚Tatortes‘ keinem Selbstzweck dient, sondern eine dramaturgisch schlüssige Notwendigkeit darstellt. Der von Krimi-Routinier Ilse Hofmann inszenierte, vielschichtige, atmosphärisch dichte Alpen-Thriller gewährt einen gnadenlosen Blick in eine geschlossene Gesellschaft, in der sich hinter der Maske tunlichst gepflegter Dorftradition ein Abgrund aus Geldgier, Eifersucht, Geltungssucht und Hybris verbirgt.“

„Frühes ‚Tatort‘-Highlight aus Ösi-Land mit Harald Krassnitzer und Sophie Rois als Kommissarin Roxane Aschenwald. Der Jesus-Darsteller einer Tiroler Laienspielgruppe wird echt (!) ans Kreuz genagelt. Die Boulevardpresse lief vor zehn Jahren Amok ob des Blasphemie-Vorwurfs dieses doppelbödigen Mundart-Krimis.“

„Doppelbödiger, gut besetzter TV-Krimi in Mundart. So richtig was für passionierte Krimifans“

„‚Geschmacklosigkeit‘, ‚Blasphemie‘ – selten zuvor wurde ein ‚Tatort‘ schon vor seiner Ausstrahlung insbesondere von den Kirchen schwer unter Beschuss genommen wie die morgige Folge ‚Passion‘. Grund für die Kritik unter anderem seitens der Deutschen Bischofskonferenz ist eine zentrale Szene: Das Mordopfer, der Jesus-Darsteller der alle acht Jahre stattfindenden Passionsspiele, wird gekreuzigt. Der Tiroler Autor Felix Mitterer hatte den Handlungsort des ORF-Tatorts mitten in seine Heimat verlegt, gedreht wurde am Mieminger Plateau, wo einst auch ‚Der Bergdoktor‘ entstand.“